# Castello di Varey
Il Castello di Varey (in francese Château de Varey) è un forte del XII secolo, restaurato nel XIX secolo, centro della signoria di Varey, che si erge a Saint-Jean-le-Vieux in Francia.
Il castello è parzialmente iscritto nel registro dei monumenti storici dal 21 marzo 1983. Solo le facciate e i tetti risultano iscritti al registro.

## Storia
La signoria nel 1150 era in possesso  di Guerric, signore di Coligny e di Revermont, sotto la sovranità dei signori di Thoire. Nel 1188, Umberto di Thoire lo pose sotto la protezione dell'imperatore Enrico VI di Svevia.
Secondo Samuel Guichenon, verso il 1240, Varey passò dai signori di Coligny ai conti di Ginevra, in seguito alle nozze di Maria di Coligny, figlia di Ugo di Coligny, signore di Coligny-le-Neuf, con Rodolfo di Ginevra.
Nel suo testamento il conte Amedeo II di Ginevra designò suo figlio Guglielmo come suo successore e precisò che gli altri figli, Amedeo e Ugo, ereditassero i castelli di Varey, Mornex, Rumilly-sous-Cornillon e Cornillon, la vicesignoria (vidomnat) di Bornes, i diritti sul mercato di La Roche, e le terre e le rendite che possedeva nel Vaud, alla condizione che non potessero alienare questi castelli e diritti se non ai discendenti del conte.
Nel 1309, Amedeo II di Ginevra conferì la signoria in dote a sua figlia Giovanna, prima moglie di Guiscardo, signore di Beaujeu e di Dombes, ma in seguito fu ripresa per essere donata a Ugo di Ginevra, cavaliere, signore di Anthon, suo zio, figlio di Maria di Coligny.
Il castello di Varey era allora uno dei più considerevoli e muniti forti del Bugey. Edoardo, conte di Savoia, tentò invano di impadronirsene con la forza il 7 agosto 1325, nella battaglia di Varey, e vide il suo esercito sconfitto e pressoché annientato da Ghigo VIII, delfino del Viennois, accorso in rinforzo.
In riconoscenza del servizio reso dal delfino, Ugo di Ginevra si riconobbe suo vassallo e fece omaggio del castello di Varey il 16 febbraio 1334 al suo successore Umberto II. Il castello, giudicato di importanza strategica dal delfino, fu acquistato pagando una somma di denaro a Ugo di Ginevra.
Nel 1349 fu acquisito con il resto del Delfinato dal re di Francia. In forza del contratto di scambio del 5 gennaio 1355 il re Giovanni II e suo figlio Carlo, nuovo delfino del Viennois, lo cedettero con il suo mandamento al conte Amedeo V di Savoia.
Il 3 maggio 1410, per lettere datate da Thonon, il conte Amedeo VII di Savoia lo infeudò a Bonifacio I di Challant, cavaliere, signore di Montbretton, maresciallo di Savoia, che lo legò per testamento al suo figlio cadetto, Amedeo, che diede origine al ramo di Challant-Varey.
Dopo la morte di Stefano Filiberto di Challant, signore di Varey e del Saix, morto senza discendenza, una parte della signoria fu aggiudicata, il 28 marzo 1556, per decisione del Parlamento di Chambéry a mercanti tedeschi, suoi creditori, che il duca Emanuele Filiberto di Savoia espropriò nel 1560, per rimettere il feudo a Claudio di Divonne, suo scudiero e poi farne dono il 27 ottobre 1563 a Prospero di Ginevra, signore di Lullins, e infine lo infeudò nuovamente, il 15 ottobre 1571, a Claudio dell'Aubépin, nipote di Stefano Filiberto di Challant.
Renata dell'Aubépin, figlia di Claude, lo portò in dote a François d'Ugnie, signore de la Chaux, dalla cui famiglia passò, per vincolo d'alleanza, a quella dei Beaurepaire, a cui il feudo fu confermato nel 1644, nel 1656, nel 1665, nel 1675 e nel 1723.
Il 30 marzo 1753 N. de Beaurepaire la vendette al prezzo di 206000 lire a Jean Dervieu, scudiero, signore del Villars, che la trasmise ai suoi discendenti.
Il castello di Varey, molto danneggiato nel 1793, fu restaurato per ordine di Antoine-Louis Albitte a metà del XIX secolo dall'architetto M. Fléchel. Nel 1873 era ancora in possesso della famiglia Dervieu.
Nel 2023, la prefettura dell'Ain propose che fosse destinato a centro di accoglienza temporanea per i migranti.

## Descrizione
Oggi il castello si presenta come un grande complesso poligonale con fianchi circolari.